# Paraboolreflector
Een paraboolreflector (ook paraboolschijf of paraboolspiegel) is een reflector in de vorm van een paraboloïde; het is een cirkelvormige schijf die in dwarsdoorsnede de vorm van een parabool heeft. Deze paraboolvorm heeft de eigenschap om golven en straling die evenwijdig met de hoofdas op de reflector vallen, te reflecteren naar één brandpunt. Zo wordt een zwak signaal gebundeld op een detector.

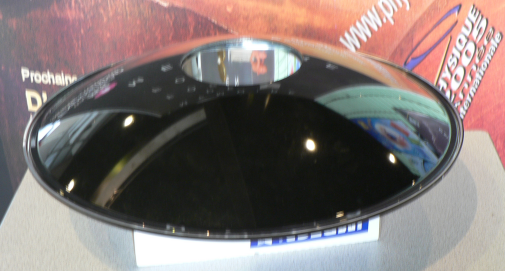
Gezichtsbedrog boven de parabolische spiegelwok

Zowel geluid, licht als radiogolven kunnen zo gebundeld worden.
Voorbeelden:
- Spiegeltelescoop, radiotelescoop
- Satellietschotel
- Paraboolmicrofoon
- Spotlicht, lichtbehuizing
- Paraboolspiegelwok